# Antoni Deryło
Antoni Deryło (ur. 14 marca 1935 w Majdanie Górnym, zm. 19 lutego 2003) – polski parazytolog.

## Życiorys
W 1953 ukończył Liceum Ogólnokształcące im. Bartosza Głowackiego w Tomaszowie Lubelskim, a następnie rozpoczął studia na Wydziale Biologii i Nauk o Ziemi Uniwersytetu Marii Curie-Skłodowskiej w Lublinie. W 1958 uzyskał stopień magistra zoologii i rozpoczął pracę jako nauczyciel biologii i chemii w Liceum Ogólnokształcącym w Józefowie. W 1961 przeszedł do kierowanego przez prof. Gabriela Brzęka Zakładu Biologii i Parazytologii na Wydziale Farmacji Akademii Medycznej w Lublinie, w 1968 uzyskał stopień doktora nauk biologicznych na UMCS. W 1975 uzyskał na Uniwersytecie Warszawskim stopień doktora habilitowanego nauk przyrodniczych. W 1979 zorganizował, a następnie kierował Katedrą i Zakładem Biologii i Parazytologii na Wydziale Lekarskim Śląskiej Akademii Medycznej w Katowicach. W latach 1982–1984 był prodziekanem Wydziału Pielęgniarskiego, a w latach 1984-1986 Wydziału Lekarskiego, w 1989 został profesorem. W 2000 powrócił do Lublina, gdzie został kierownikiem Katedry Biologii i Parazytologii na Akademii Medycznej. Wieloletni członek Polskiego Towarzystwa Parazytologicznego, od 2001 do śmierci przewodniczący lubelskiego oddziału tego Towarzystwa.

## Praca naukowa
Prowadził badania nad pasożytniczymi stawonogami, a szczególnie wszołami. Oceniał ekstensywność inwazji pasożytów wewnętrznych zwierząt hodowlanych w Polsce, prowadził też badania ekologiczne z zakresu biologii sanitarnej, a szczególnie zanieczyszczenia wód powierzchniowych na terenie GOP. Kierował i koordynował badaniami wykonywanymi na zlecenia Ministerstwa Ochrony Środowiska i Wydziału Ochrony Środowiska Urzędu Wojewódzkiego w Katowicach. W latach 1962–1977 uczestniczył w realizacji badań koordynowanych przez Komitet Parazytologii PAN w Warszawie, Zakład Zoologii Systematycznej i Doświadczalnej PAN w Krakowie, Instytut Gruźlicy w Warszawie i Instytut Meteorologii i Gospodarki Wodnej w Warszawie. Jego dorobek stanowi 130 publikacji naukowych, doniesień, felietonów i artykułów. Napisał monografię „Wszołowice zwierząt” oraz podręcznik „Parazytologia i akaroentomologia medyczna” pod jego redakcją powstały też skrypty akademickie: dwutomowy „Skrypt do ćwiczeń i seminariów z parazytologii lekarskiej”, „Biologiczne aspekty zatruć grzybami, roślinami wyższymi i jadami zwierzęcymi”, „Wybrane problemy w biologii sanitarnej na przykładzie ekosystemów wodnych” oraz „Laboratoryjna diagnostyka chorób pasożytniczych człowieka”. 